# Iodotropheus
Iodotropheus és un gènere de peixos pertanyent a la família dels cíclids que es troba al llac Malawi (l'Àfrica oriental).

## Taxonomia
- Iodotropheus declivitas (Stauffer, 1994)[5]
- Iodotropheus sprengerae (Oliver & Loiselle, 1972)[6]
- Iodotropheus stuartgranti (Konings, 1990)[7][8][9][10][11][12][13]